# M1槍榴彈適配器
M1榴彈投射適配器（英語：M1 grenade projection adapter）是美軍在第二次世界大战、韓國和越南時期所使用的便捷式槍榴彈。它由一具附加式22毫米穩定管和尾翼穩定器所組成，用以將傳統手榴弹轉換為槍榴彈。它取代了M17破片槍榴彈，而它最終亦被40毫米口徑M79肩射型榴彈發射器所淘汰。

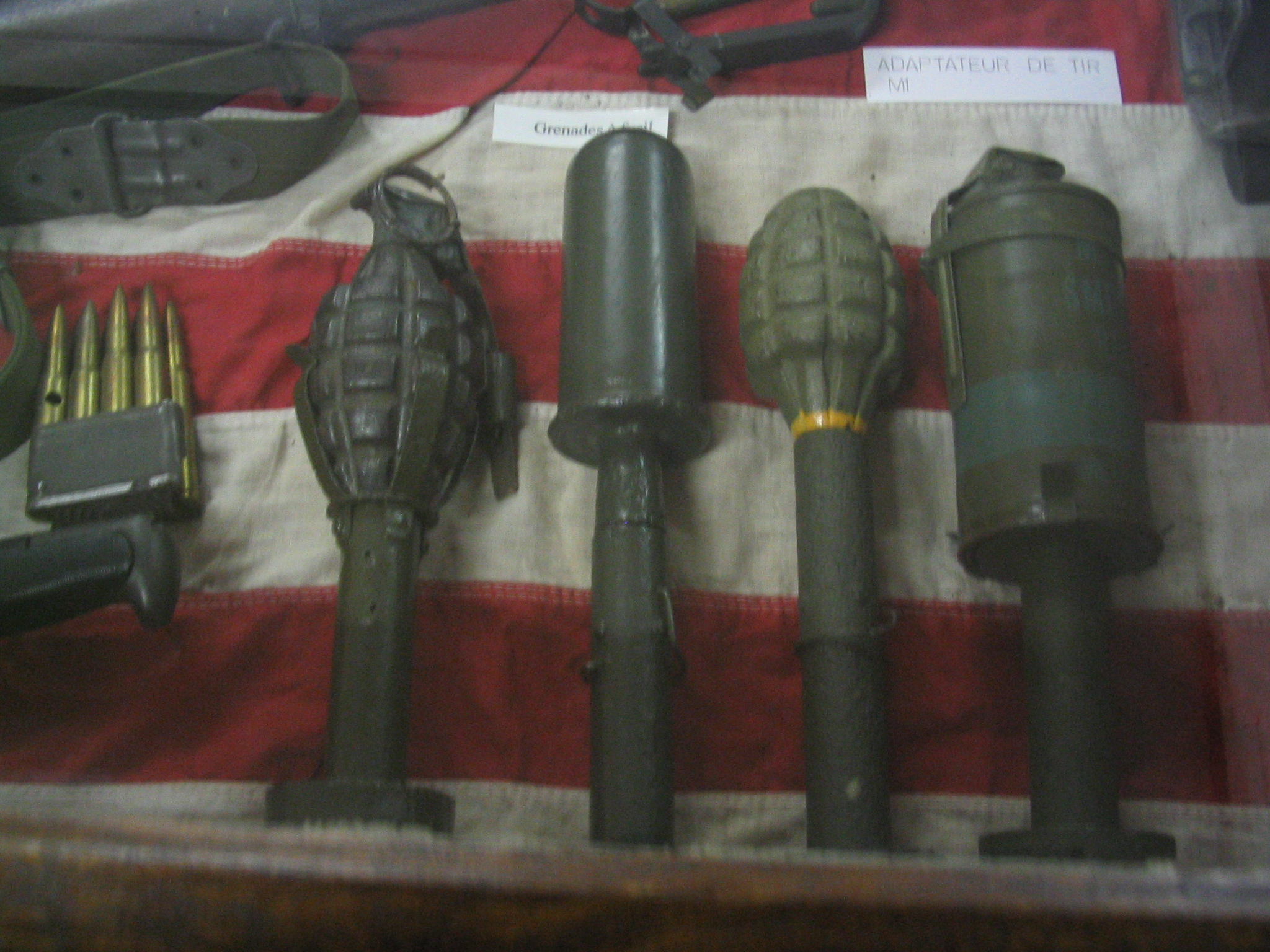
從左到右：裝有Mk 2手榴彈的M1破片榴彈適配器、裝有觸發引信的M22煙霧彈、裝有觸發引信的M17破片槍榴彈，以及裝有AN-M8煙霧彈（紅色）的M2氣體榴彈適配器

## 概述
M1榴彈投射適配器旨在將標準的Mk 2手榴彈輕鬆地轉換為槍榴彈。這是通過將Mk 2手榴彈裝插到其插腳當中所達成，而其中一條較長的插腳以上具有固定器以保持保險桿的釋放。然後將該組件裝在已連接到M1「加蘭德」槍口的22毫米M7槍榴彈發射器以上。然後，使用者移除掉手榴彈以上的保險銷，並且以站立或跪姿將步槍支撐起來。將一發特製高膛壓空包彈藥（.30-06春田M3槍榴彈推動用途彈藥）裝入步槍膛室，藉以將發射其擊發出去。慣性會使得固定器在飛行途中斷開，釋放保險桿並且啟動手榴彈的起爆。當引信延遲結束時，手榴彈就會爆炸。
M1榴彈投射適配器雖然在外觀和操作上都有些笨拙，但仍深受部隊的愛好，他們經常比早期效果較不理想的M17破片槍榴彈更喜歡它。如果M17掉落在沙子、水中或泥土上，則不會爆炸；只有結實的地面才能讓它引發爆炸。

## 射程表
M1903「春田」步槍使用M1槍榴彈發射器，而M1917「恩菲爾德」則是類似的M2槍榴彈發射器。它們的設計是裝在栓式槍機步槍以上使用。M1「加蘭德」步槍使用M7槍榴彈發射器系列，而M1卡賓槍則是類似的M8槍榴彈發射器。它們的設計是裝在氣動式半自動武器以上使用。
全數四具發射器都沿著發射器的長度刻有一系列的六具環。這些環可用作快速指南，以指示槍榴彈插入的位置段落有多深。射程（和後座力）會隨著位置段數的減少而增加。第一個環（第6段位置）剛好就在槍口上方，而最後一環（第1段位置）則幾乎在底部。“全滿”表示它已完全固定在發射器的底部。而M7槍榴彈輔助彈藥是用以增加槍榴彈最大射程的助推裝藥。 
| 設定值                   | 設定值              | 範圍（碼）     | 範圍（碼）            | 範圍（碼）        |
| 射擊 仰角                | 在發射器 以上的位置 | 裝上M1的 M1903 | 裝上M7的 M1「加蘭德」 | 裝上M8的 M1卡賓槍 |
| ------------------------ | ------------------- | -------------- | --------------------- | ----------------- |
| 45°                      | 6                   | ×              | 60                    | 35                |
| 45°                      | 5                   | 60             | 80                    | 50                |
| 45°                      | 4                   | 80             | 105                   | 65                |
| 45°                      | 3                   | 105            | 130                   | 85                |
| 45°                      | 2                   | N/A            | N/A                   | 100               |
| 45°                      | 1                   | N/A            | N/A                   | 115               |
| 45°                      | 全滿                | N/A            | N/A                   | 130               |
| 30°                      | 2                   | 115            | 140                   | 90                |
| 30°                      | 1                   | 140            | 165                   | 105               |
| 30°                      | 全滿                | 175            | 175                   | 115               |
| 裝填M7槍榴彈輔助彈藥以後 |                     |                |                       |                   |
| 30°                      | 全滿                | 225            | 225                   | 170               |

- 槍榴彈可以從肩部以一定角度發射，也可以插在發射器位置3至6以後藉手臂的下方支撐，以進行直射或近距離火力支援（數字越小，動量越大，後座力亦越強）。不可裝填M7槍榴彈輔助彈藥。這是由於所產生的後座力會增加，導玫其不安全並且容易傷及擊發者。
- ×表示不安全。該射程將彈著於槍榴彈的最小有效射程以內，有可能傷害擊發者和附近的任何友方人員。
- N/A（不適用）表示無效而且可能不安全。槍榴彈的引信（4.0至4.8秒）會在它已經達到其目標以前，就在飛行途中引爆掉。但是，這種“空爆”效果亦被非正式地用以打擊掩體後方或戰壕當中的目標。

## 衍生型
- M1——四具插腳式，沒有底杯，裝有實心或開縫的尾翼。設計用於發射Mk 2破片手榴彈。
- M1A1——三具插腳式，裝有用以固定手榴彈的底杯，以及堅固的尾翼。它的設計用於發射橢圓形的手榴彈，例如M26破片手榴彈。
- M1A2——三具插腳式，裝有用以固定手榴彈的底杯，以及開槽式尾翼。它是M1A1的改進型，裝有加強型穩定管和重新設計的尾翼。

## 流行文化

### 電子遊戲
- 《應徵入伍》

## 使用國
- 菲律賓——在1942年至1990年代（第二次世界大戰期間和戰後時期）之間，由菲律賓陸軍和菲律宾保安部队所使用。
- 葡萄牙——葡萄牙採用了M1A2的一種版本，命名為Dilagrama m/65（英语：Dilagrama m/65），由FN FAL和HK G3這兩款戰鬥步槍所發射。由於將槍榴彈發射功能內置於該武器的22毫米制退器當中成為了北約标准化协议（STANAG）要求的一部分，他們無需藉由裝上槍榴彈發射器支架即可發射。

## M2榴彈投射適配器
M2化學手榴彈投射適配器設計用於發射圓柱狀化學手榴彈，例如煙霧、白磷和催淚瓦斯。將化學手榴彈插入基盤的短插腳之中；由彈簧所支撐的金屬套環（命名為“後退帶”）可在中間滑動，以保持保險桿的釋放。然後將該組件裝在已連接到M1「加蘭德」槍口的22毫米M7槍榴彈發射器以上。然後，使用者移除掉手榴彈以上的保險銷，並且以站立或跪姿將步槍支撐起來。將一發特製高膛壓空包彈藥（.30-06春田M3槍榴彈推動用途彈藥）裝入步槍膛室，藉以將發射其擊發出去。慣性會使得套環在飛行途中斷開，釋放保險桿並且啟動手榴彈的起爆。

### 衍生型
- M2——三具插腳式，裝有用以固定手榴彈的基盤，以及堅固的尾翼。
- M2A1——三具插腳式，裝有用以固定手榴彈的改進型基盤，以及開槽式尾翼。

## 資料來源
1. ↑  Small Arms Survey 2008: Risk and Resilience. Cambridge University Press. 2008. p 24
2. ↑  . www.lexpev.nl.   [Feb 14, 2019]. （原始内容存档于2019-08-23）.

## 外部連結
- （英文）—bulletpicker.com—
  - Adapter, Grenade Projection, M1 Series
  - Adapter, Grenade Projection, M2 （页面存档备份，存于）
- （英文）—U.S. Rifle Grenade Launcher Adapters - Inert-Ord.net （页面存档备份，存于）
- （英文）—Mk2 rifle adapter （页面存档备份，存于）
- （英文）—Adapters （页面存档备份，存于）